# Amt Spangenberg
Das Amt Spangenberg der Landgrafschaft Hessen und ab 1527 der Landgrafschaft Hessen-Kassel war mit der Verwaltung der Gerichte und landgräflichen Besitzungen in der Umgebung der Stadt Spangenberg betraut.

## Geographische Lage
Angrenzende Ämter waren
- im Norden das Amt Lichtenau,
- im Nordosten der amtsfreie Ort Waldkappel,
- im Westen das Amt Melsungen,
- im Osten das Amt Bischhausen,
- im Südwesten das Amt Homberg (Efze),
- im Süden das Amt Rotenburg (Fulda) und
- im Südosten das Amt Sontra.

## Gründung
Die ersten Informationen über ein Amt im Gebiet um Spangenberg wurden im 13. Jahrhundert verzeichnet. Im Jahre 1350 verkaufte Hermann IX. von Treffurt Burg, Amt und Stadt Spangenberg, mit dem 1235 von seinen Ahnen gestifteten Kloster Haydau in Altmorschen, an den Landgrafen Heinrich II. von Hessen für insgesamt 8000 Mark Silber.
Durch die Vereinigung der damaligen Gerichte Morschen, Mörshausen, Schemmern und Auf der Landena mit der Herrschaft Spangenberg entstand im gleichen Jahr das Amt Spangenberg.

## Zugehörige Orte
Zum Amt Spangenberg gehörten, aufgeteilt auf vier Gerichte, folgende Ortschaften:
Gericht Morschen (Gerichtsort Altmorschen)
- Altmorschen, Kloster Haydau, Neumorschen, Konnefeld, Heina, Binsförth, Wichte, Beiseförth, die heutige Domäne Fahre und die Grüneismühle im Beisetal.

Gericht Mörshausen (Gerichtsort Mörshausen)
- Mörshausen, Bergheim, Elbersdorf, Kaltenbach, Günsterode, Schnellrode, Gut Halbersdorf, Vockerode-Dinkelberg und Weidelbach. (Vockerode, Dinkelberg und Weidelbach wurden 1530 vom Amt Lichtenau an das Amt Spangenberg übergeben, im Tausch dafür ging Quentel an das Amt Lichtenau.)

Gericht „Auf der Landena“ (Gerichtsorte Herlefeld und Pfieffe)
- Pfieffe, Landefeld, Nausis, Metzebach, Herlefeld, Obergude, Niedergude und Bischofferode.

Gericht „Schemmermark“
- Schemmern, Burghofen, Gehau, Hetzerode, Mäckelsdorf, Eltmannsee, Stolzhausen, Heyerode und Diemerode. (Der Name „Schemmermark“ rührt daher, dass die Bewohner dieses Gerichts eine Markgenossenschaft bildeten.)

## Verwaltungsreform und Auflösung 1821
Im Jahre 1821 kam es in der Landgrafschaft Hessen zu einer Verwaltungs- und Gebietsreform. Im Zuge dieser Reform wurden die Ämter aufgelöst, wobei der Großteil des Amtes Spangenberg in den neu geschaffenen Landkreis Melsungen überging. Dem Landkreis Eschwege wurden Schemmern, Burghofen, Gehau, Hetzerode, Mäkelsdorf, Eltmansee und Stolzhausen eingegliedert. Zum Landkreis Rotenburg kamen die Ortschaften Obergude, Niedergude, Heyerode und Diemerode. Für die Rechtsprechung wurde das Justizamt Spangenberg gebildet.